# Pallavolo ai I Giochi panamericani giovanili - Torneo femminile
Il torneo femminile di pallavolo ai I Giochi panamericani giovanili si è svolto dall'1º al 5 dicembre 2021 a Cali, in Colombia: al torneo hanno partecipato otto squadre nazionali under 23 nordamericane e sudamericane e la vittoria finale è andata per la prima volta al Brasile.

## Impianti
|                                                                         |  |  |
|                                                                         |  |  |
| Coliseo Evangelista Mora Città: Cali Capienza: 3 340 Anno d'apertura: - |  |  |

## Regolamento

### Formula
Le squadre hanno disputato una prima fase a gironi con formula del girone all'italiana; al termine della prima fase:
- Le prime due classificate di ciascun girone hanno avuto accesso alla fase finale, strutturata in semifinali e finali, con incroci basati sul posizionamento alla fase a gironi.
- Le terze classificate hanno avuto accesso alla finale per il quinto posto.
- Le quarte classificate hanno avuto accesso alla finale per il settimo posto.

### Criteri di classifica
Se il risultato finale è stato di 3-0 sono stati assegnati 5 punti alla squadra vincente e 0 a quella sconfitta, se il risultato finale è stato di 3-1 sono stati assegnati 4 punti alla squadra vincente e 1 a quella sconfitta, se il risultato finale è stato di 3-2 sono stati assegnati 3 punti alla squadra vincente e 2 a quella sconfitta.
L'ordine del posizionamento in classifica è stato definito in base a:
- Numero di partite vinte;
- Punti;
- Ratio dei set vinti/persi;
- Ratio dei punti realizzati/subiti;
- Risultati degli scontri diretti.

## Squadre partecipanti
| Squadra         | Qualificazione                           | Ultima partecipazione |
| --------------- | ---------------------------------------- | --------------------- |
| Argentina       | Ranking CSV                              | Debutto               |
| Brasile         | Ranking CSV                              | Debutto               |
| Colombia        | Paese organizzatore                      | Debutto               |
| Messico         | 2ª alla Coppa panamericana under 23 2021 | Debutto               |
| Perù            | Ranking CSV                              | Debutto               |
| Porto Rico      | 3ª alla Coppa panamericana under 23 2021 | Debutto               |
| Rep. Dominicana | 1ª alla Coppa panamericana under 23 2021 | Debutto               |
| Suriname        | 4ª alla Coppa panamericana under 23 2021 | Debutto               |

## Torneo

### Fase a gironi
| Girone A  | Girone B        |
| --------- | --------------- |
| Argentina | Brasile         |
| Colombia  | Perù            |
| Messico   | Porto Rico      |
| Suriname  | Rep. Dominicana |

#### Girone A

##### Risultati
| 1º dicembre 2021 Coliseo Evangelista Mora, Cali Durata: 2h:19 - Spettatori: 1 000 | Messico   | 2 - 3 | Argentina | 25-22, 24-26, 14-25, 25-11, 14-16 |
| 1º dicembre 2021 Coliseo Evangelista Mora, Cali Durata: 1h:07 - Spettatori: 1 500 | Colombia  | 3 - 0 | Suriname  | 25-11, 25-9, 25-11                |
| 2 dicembre 2021 Coliseo Evangelista Mora, Cali Durata: 1h07: - Spettatori: 500    | Messico   | 3 - 0 | Suriname  | 25-9, 25-5, 25-12                 |
| 2 dicembre 2021 Coliseo Evangelista Mora, Cali Durata: 2h:24 - Spettatori: 2 050  | Colombia  | 3 - 2 | Argentina | 25-16, 21-25, 25-23, 20-25, 15-9  |
| 3 dicembre 2021 Coliseo Evangelista Mora, Cali Durata: 0h:55 - Spettatori: 150    | Argentina | 3 - 0 | Suriname  | 25-11, 25-4, 25-9                 |
| 3 dicembre 2021 Coliseo Evangelista Mora, Cali Durata: 2h:28 - Spettatori: 2 000  | Colombia  | 3 - 2 | Messico   | 25-20, 25-22, 22-25, 22-25, 15-7  |

##### Classifica
| Pos | Squadra   | Pt | G | V | P | SV | SP | Ratio | PF  | PS  | Ratio |
| --- | --------- | -- | - | - | - | -- | -- | ----- | --- | --- | ----- |
| 1   | Colombia  | 11 | 3 | 3 | 0 | 9  | 4  | 2,250 | 290 | 228 | 1,271 |
| 2   | Argentina | 10 | 3 | 2 | 1 | 8  | 5  | 1,600 | 273 | 232 | 1,176 |
| 3   | Messico   | 9  | 3 | 1 | 2 | 7  | 6  | 1,166 | 276 | 235 | 1,174 |
| 4   | Suriname  | 0  | 3 | 0 | 3 | 0  | 9  | 0,000 | 81  | 225 | 0,360 |

#### Girone B

##### Risultati
| 1º dicembre 2021 Coliseo Evangelista Mora, Cali Durata: 2h:04 - Spettatori: 200 | Brasile         | 3 - 1 | Porto Rico | 25-22, 25-21, 20-25, 25-15        |
| 1º dicembre 2021 Coliseo Evangelista Mora, Cali Durata: 1h:27 - Spettatori: 200 | Rep. Dominicana | 0 - 3 | Perù       | 21-25, 20-25, 19-25               |
| 2 dicembre 2021 Coliseo Evangelista Mora, Cali Durata: 2h23: - Spettatori: 400  | Brasile         | 3 - 2 | Perù       | 23-25, 25-16, 14-25, 25-12, 15-13 |
| 2 dicembre 2021 Coliseo Evangelista Mora, Cali Durata: 1h:28 - Spettatori: 200  | Rep. Dominicana | 3 - 0 | Porto Rico | 25-16, 25-15, 25-21               |
| 3 dicembre 2021 Coliseo Evangelista Mora, Cali Durata: 2h:02 - Spettatori: 150  | Porto Rico      | 3 - 2 | Perù       | 19-25, 13-25, 25-20, 25-19, 15-13 |
| 3 dicembre 2021 Coliseo Evangelista Mora, Cali Durata: 2h:02 - Spettatori: 150  | Rep. Dominicana | 1 - 3 | Brasile    | 17-25, 26-24, 22-25, 9-25         |

##### Classifica
| Pos | Squadra         | Pt | G | V | P | SV | SP | Ratio | PF  | PS  | Ratio |
| --- | --------------- | -- | - | - | - | -- | -- | ----- | --- | --- | ----- |
| 1   | Brasile         | 11 | 3 | 3 | 0 | 9  | 7  | 2,250 | 296 | 248 | 1,193 |
| 2   | Perù            | 9  | 3 | 1 | 2 | 7  | 9  | 1,166 | 268 | 259 | 1,034 |
| 3   | Rep. Dominicana | 6  | 3 | 1 | 2 | 4  | 9  | 0,666 | 209 | 226 | 0,924 |
| 4   | Porto Rico      | 4  | 3 | 1 | 2 | 4  | 8  | 0,500 | 232 | 272 | 0,852 |

### Fase finale
|  | semifinali | semifinali | semifinali |         |      | finale 1º posto | finale 1º posto | finale 1º posto |  |
|  |            |            |            |         |      |                 |                 |                 |  |
|  | Colombia   | Colombia   | 1          |         |      |                 |                 |                 |  |
|  | Colombia   | Colombia   | 1          |         |      |                 |                 |                 |  |
|  | Perù       | Perù       | 3          |         |      |                 |                 |                 |  |
|  | Perù       | Perù       | 3          |         | Perù | Perù            | 2               |                 |  |
|  |            |            |            |         | Perù | Perù            | 2               |                 |  |
|  |            |            | Brasile    | Brasile | 3    |                 |                 |                 |  |
|  | Brasile    | Brasile    | Brasile    | Brasile | 3    | 3               |                 |                 |  |
|  | Brasile    | Brasile    |            |         |      | 3               |                 |                 |  |
|  | Argentina  | Argentina  | 1          |         |      | finale 3º posto | finale 3º posto | finale 3º posto |  |
|  | Argentina  | Argentina  | 1          |         |      |                 |                 |                 |  |
|  |            |            |            |         |      |                 |                 |                 |  |
|  |            |            |            |         |      | Colombia        | Colombia        | 1               |  |
|  |            |            |            |         |      | Colombia        | Colombia        | 1               |  |
|  |            |            |            |         |      | Argentina       | Argentina       | 3               |  |

#### Finale 7º posto
| 4 dicembre 2021 Coliseo Evangelista Mora, Cali Durata: 1h:03 - Spettatori: 100 | Suriname | 0 - 3 | Porto Rico | 4-25, 12-25, 18-25 |

#### Finale 5º posto
| 4 dicembre 2021 Coliseo Evangelista Mora, Cali Durata: 1h:28 - Spettatori: 150 | Messico | 0 - 3 | Rep. Dominicana | 22-25, 19-25, 20-25 |

#### Semifinali
| 4 dicembre 2021 Coliseo Evangelista Mora, Cali Durata: 2h:10 - Spettatori: 2 700 | Colombia | 1 - 3 | Perù      | 20-25, 25-19, 23-25, 20-25 |
| 4 dicembre 2021 Coliseo Evangelista Mora, Cali Durata: 2h:00 - Spettatori: 1 750 | Brasile  | 3 - 1 | Argentina | 21-25, 25-17, 25-20, 25-20 |

#### Finale 3º posto
| 5 dicembre 2021 Coliseo Evangelista Mora, Cali Durata: 2h:00 - Spettatori: 1 500 | Argentina | 3 - 1 | Colombia | 16-25, 25-13, 26-24, 25-22 |

#### Finale
| 5 dicembre 2021 Coliseo Evangelista Mora, Cali Durata: 2h:20 - Spettatori: 3 000 | Brasile | 3 - 2 | Perù | 25-23, 25-19, 23-25, 21-25, 15-8 |

## Classifica finale
| Pos     | Squadra         | Rosa |
| ------- | --------------- | --- |
| Oro     | Brasile         | Formazione: 2 Alecrim, 5 Sanabio, 6 Miranda, 7 L. da Silva, 8 Sebastião, 9 Malachias, 10 Viezel, 11 Barcelos, 12 Mariano, 13 Moreno, 16 das Graças, 19 M. da Silva, CT: Fernandes |
| Argento | Perù            | Formazione: 1 Anchante, 3 Rodríguez, 4 Alarcón, 5 Villegas, 6 Guerrero, 8 Montalbetti, 9 Vigil, 11 Rojas, 17 F. Montes, 18 Sánchez, 22 K. Montes, 23 Mc Leod, CT: Hervás          |
| Bronzo  | Argentina       | Formazione: 1 Pérez, 3 Sández, 4 Ocaña, 5 Ligorria, 6 Aruga, 8 Martín, 10 Giardini, 11 Beltramino, 13 Ulla, 14 Holzmaisters, 15 Corzo, 20 Pelozo, CT: Ambrosini                   |
| 4       | Colombia        | Formazione: 1 Mosquera, 2 Borrero, 4 Grajales, 5 Olaya, 6 Carabalí, 9 Caycedo, 10 Villalobos, 13 Vergara, 14 Velásquez, 16 Lucumí, 18 Mendoza, 19 Cuartas, CT: Niño               |
| 5       | Rep. Dominicana | Formazione: 1 Heredia, 2 Y. Rodríguez, 4 C. Rodríguez, 6 de la Rosa, 8 Fis, 10 Martínez, 11 González, 13 Guillén, 14 Jiménez, 19 Caraballo, 23 Rabit, 24 Peralta, CT: Pacheco     |
| 6       | Messico         | Formazione: 1 Álvarez, 2 López, 3 García, 4 Bernal, 5 Rivera, 6 Castro, 8 Ovalle, 10 Siller, 11 Muñoz, 12 Landeros, 15 Durazo, 22 Elicerio, CT: León                              |
| 7       | Porto Rico      | Formazione: 1 Trujillo, 2 Malpica, 3 Flores, 4 Fuertes, 6 Paulino, 7 García, 9 Valencia, 10 Pérez, 11 Cabrera, 12 Baez, 15 Ortiz, 17 Sánchez, CT: Rodríguez                       |
| 8       | Suriname        | Formazione: 2 Sporkslede, 3 Koningverander, 4 Frankel, 5 Kidjo, 6 Shan. Balkaran, 7 Bouterse, 9 Antonius, 20 Esseboom, 21 Tammenga, 23 Shar. Balkaran, 24 Peroti, CT: Misidjang   |

|  |  | Qualificata ai XIX Giochi panamericani |

## Premi individuali
| Premio                 | Nome                  | Squadra         |
| ---------------------- | --------------------- | --------------- |
| MVP                    | Diana Alecrim         | Brasile         |
| Miglior realizzatrice  | Mayara Barcelos       | Brasile         |
| Miglior servizio       | Grecia Castro         | Messico         |
| Miglior difesa         | Yaneirys Rodríguez    | Rep. Dominicana |
| Miglior ricevitrice    | María Agostina Pelozo | Argentina       |
| Miglior palleggiatrice | Jackeline Moreno      | Brasile         |
| Miglior opposto        | Lorrayna da Silva     | Brasile         |
| Miglior schiacciatrice | Ana Karina Olaya      | Colombia        |
| Miglior schiacciatrice | Madeline Guillén      | Rep. Dominicana |
| Miglior centrale       | Darlevis Mosquera     | Colombia        |
| Miglior centrale       | Valerin Carabalí      | Colombia        |
| Miglior libero         | Kiaraliz Pérez        | Porto Rico      |